# Tjärnputten
Tjärnputten är en sjö i Härjedalens kommun i Hälsingland och ingår i Ljusnans huvudavrinningsområde.